# Anigrus gatifus
Anigrus gatifus är en insektsart som beskrevs av Dlabola 1987. Anigrus gatifus ingår i släktet Anigrus och familjen Meenoplidae. Inga underarter finns listade i Catalogue of Life.